# Adolfo Vicchi
Adolfo Ángel Vicchi (Mendoza, 19 de abril de 1901 - Ib., 3 de febrero de 1981) fue un político argentino, miembro del Partido Demócrata de Mendoza, gobernador de la provincia de Mendoza (1941-1943), senador nacional por Mendoza (1961-1962), diputado nacional (1932-1936), embajador en Estados Unidos (1955-1957) y embajador en el Reino Unido (1964-1965).

## Biografía
Era hijo del italiano Lorenzo Vicchi, quien llegó a Mendoza en 1885, y se hizo rico en la industria vitivinícola. Estudió en la ciudad de Mendoza. A los 14 años fue enviado a la Universidad de la Plata para estudiar derecho.
Ingresó a un internado dependiente de esa casa de estudios llamado ULPI (Internado de la Universidad de La Plata), creado y regenteado por Joaquín V. González. También sentía pasión por los deportes: era diestro en el fútbol, esgrima, equitación y aunque lo tentaron para boxear profesionalmente, decidió continuar con su estudio de leyes. Se recibió de abogado en 1921, a los veinte años de edad, pero como era menor de edad no podía ejercer, así que se quedó en Buenos Aires degustando la vida bohemia.

### Inicios en la política
Cuando retornó a la ciudad de Mendoza, empezó a trabajar en un estudio jurídico. Abandonó sus ideales socialistas e ingresó al Partido Liberal , que generaría al Partido Demócrata. En 1926 fue elegido concejal de la Capital.
En 1928, cuando su hermano Alberto Vicchi se recibió también de abogado, abrieron un estudio jurídico propio.
En 1932 ―a comienzos de la Década infame, caracterizada por el fraude electoral— fue elegido diputado nacional. Se mudó a Buenos Aires para llevar a cabo su trabajo como legislador. En 1934 fue reelegido. En 1938 renunció a su cargo para retornar a la ciudad de Mendoza, donde fue nombrado ministro de gobierno del gobernador Rodolfo Corominas Segura del Partido Demócrata Nacional. Eso lo posicionó para que en las elecciones del 5 de enero de 1941 fuera el candidato del partido a sucederlo.
Era parte del grupo de los llamados "gansos azules" del Partido Demócrata, más conservador y clerical que los "gansos blancos", de tendencia liberal y laica.

### Gobernación de Mendoza
En el año 1941 fue elegido gobernador de la provincia de Mendoza por el movimiento multipartidario Concordancia, una coalición de los partidos Demócrata Nacional, Unión Cívica Radical Antipersonalista y el Partido Socialista Independiente (rama del socialismo que había devenido un partido de derechas).
Asumió el cargo de Gobernador de Mendoza acompañado por el médico José María Gutiérrez, con imputaciones de fraude y amenazas de intervención federal.
Durante su gobierno se iniciaron una serie de obras, siendo la más significativa el inicio de los trabajos de construcción del Hospital Central.
Durante esta gestión se plantea la reforma de la constitución provincial, algo que no se concretará por la Revolución del 4 de junio de 1943. Su gobierno apuntó a intensificar la obra pública que ya habían iniciado sus antecesores, a institucionalizar mecanismos de regulación en las relaciones laborales para minimizar la movilización obrera, a promover la moralización de la vida comunitaria y a alentar la represión de «actividades antiargentinas».
En junio de 1943, una intervención federal encabezada por Humberto Sosa Molina, sucedido a su vez por Luis Elías Villanueva y Aristóbulo Vargas Belmonte, pone fin a esta primera etapa de gobiernos demócratas.

### Actividad política posterior
Su llegada al cargo se había realizado en el marco de una dramática e intensa violencia política. Su sucesor creó una comisión para que investigara denuncias contra exfuncionarios y empleados de la administración conservadora de Vicchi acusados de descontar obligatoriamente parte de los salarios de los empleados públicos en beneficio de las arcas del Partido Demócrata Nacional. El interventor Villanueva consideraba que su misión era terminar con la política, fuente de corruptelas y desviaciones de lo que él creía que eran los verdaderos destinos nacionales. Vicchi se exilió durante la intervención de este militar y regresó durante la gestión de Vargas Belmonte, quien buscó sin éxito que colaborase con su gobierno.
Siguió formando parte de la dirección del Partido Demócrata tras su reorganización y en las elecciones gubernativas de Mendoza de 1948 se presentó con la fórmula Adolfo Vicchi-Raúl Benegas, pero perdieron ante la fórmula peronista Blas Brisoli-Rodolfo Schmidt —el partido de Juan D. Perón triunfó en todo el país, y Perón obtuvo el 56 % de los votos. Vicchi tuvo activa participación en la oposición, involucrándose en movimientos multipartidarios formados con la intención de deponer a toda costa al Gobierno. En las elecciones gubernativas de 1951, el Partido Demócrata presentó la fórmula Rodolfo Corominas Segura-Ramón Sánchez Reulet, sin considerar a Vicchi. De todos modos perdieron ante la fórmula peronista de Carlos Horacio Evans-Juan de la Torre (el peronismo triunfó en todo el país).

### El bombardeo de Plaza de Mayo
Vicchi fue convocado a Buenos Aires para el ametrallamiento y bombardeo a la Plaza de Mayo, el 16 de junio de 1955. Estaba previsto que ―si tenían éxito al perpetrar el golpe de Estado― él conformaría un Triunvirato civil, formado por el socialista Américo Ghioldi (que estaba prófugo en Montevideo al fracasar el golpe de Estado del 28 de septiembre de 1951), Miguel Ángel Zavala Ortiz (líder de la facción derechista del radicalismo), y él mismo.
El balance fue trágico y, si bien no hay acuerdo acerca del número exacto de muertos, los más moderados admiten que la cifra arañó los 300, con alrededor de 1.500 heridos, se trató de una masacre perpetrada contra la población civil. El ametrallamiento aéreo produjo 308 muertos y más de 700 heridos. También participaron tres grandes aviones Catalina, de patrullaje naval. Todos esos aparatos cargaban bombas de 100 y 50 kilogramos. Los ataques incluyeron la zona de la CGT, el Departamento Central de Policía, el regimiento de la Tablada y el mismísimo Barrio Norte, en las cercanías del Palacio Unzué, residencia de Perón, donde se identificaron, al menos, cuatro víctimas fatales más. El gobierno provisional que se pensaba instalar iba a estar integrado por el radical Miguel Ángel Zavala Ortiz, el conservador Adolfo Vichi y Américo Ghioldi. Se autodenominaban Junta Provisional Democrática. Paradójicamente, la primera medida que aplicarían, de triunfar la rebelión, sería anular la Constitución de 1949.
El historiador Daniel Cichero también vinculó a Adolfo Vicchi con los preparativos del atentado terrorista del 15 de abril de 1953 en Plaza de Mayo, perpetrado por jóvenes radicales y socialistas. Como resultado murieron seis personas, más de 90 quedaron heridas, entre ellos 19 mutilados para toda la vida.

### Últimos años
Finalmente, tras el golpe de Estado de 1955, Vicchi se mudó a Buenos Aires, donde fue director de la Casa de Mendoza (la oficina de turismo de la provincia de Mendoza en Buenos Aires).
En octubre de 1955 la dictadura militar de Eduardo Lonardi designó a Vicchi embajador en Washington (Estados Unidos), cargo que ocupó hasta junio de 1957. En 1961 fue nombrado senador nacional por Mendoza. Finalmente el presidente constitucional Arturo Illia lo designó embajador en Londres (Reino Unido), cargo que ocupó entre los años 1964 y 1965.
Posiblemente falleció en esa época. Sin embargo, según la «Nómina oficial de diputados desde la Organización nacional» del sitio web Archivo Diputados, Adolfo A. Vicchi falleció el 21 de enero de 1938.
En las elecciones provinciales de Mendoza de 1973, el Partido Demócrata presentó la fórmula Eduardo Vicchi (hijo de Adolfo Vicchi)-Manlio Ardigó, pero perdieron ante la fórmula peronista Alberto Martínez Baca-Carlos Mendoza (el peronismo triunfó en todo el país).